# Nokere Koerse femminile 2023
La Nokere Koerse femminile 2023, quarta edizione della corsa, valevole come seconda prova dell'UCI Women's ProSeries 2023 (classe 1.Pro), si svolse il 15 marzo 2023 sur un percorso di 129,1 km, con partenza da Deinze ed arrivo a Nokere, in Belgio. La vittoria fu appannaggio della belga Lotte Kopecky, la quale completò il percorso in 3h15'03" alla media di 39,713 km/h, precedendo la neerlandese Lorena Wiebes e l'italiana Marta Bastianelli.

## Squadre e corridore partecipanti
| N.    | Cod. | Squadra                    |
| ----- | ---- | -------------------------- |
| 1-6   | SDW  | Team SD Worx               |
| 11-15 | TFS  | Trek-Segafredo             |
| 21-26 | DSM  | Team DSM                   |
| 31-36 | MOV  | Movistar Team              |
| 41-46 | UAD  | UAE Team ADQ               |
| 51-56 | BEX  | Team Jayco AlUla           |
| 61-66 | JVW  | Team Jumbo-Visma           |
| 71-76 | PLP  | Fenix-Deceuninck           |
| 81-86 | LIV  | Liv Racing TeqFind         |
| 91-96 | CGS  | Israel Premier Tech Roland |

| N.      | Cod. | Squadra                         |
| ------- | ---- | ------------------------------- |
| 101-106 | UXT  | Uno-X Pro Cycling Team          |
| 111-116 | WNT  | Ceratizit-WNT Pro Cycling Team  |
| 121-126 | DRP  | Lifeplus Wahoo                  |
| 131-136 | PHV  | Parkhotel Valkenburg            |
| 141-146 | AGS  | AG Insurance-Soudal Quick-Step  |
| 151-156 | HPU  | Team Coop-Hitec Products        |
| 161-166 | AUB  | St Michel-Mavic-Auber93         |
| 171-176 | DCH  | Duolar-Chevalmeire Cycling Team |
| 181-186 | LDL  | Lotto Dstny Ladies              |
| 191-196 | ZAF  | Zaaf Cycling Team               |

## Ordine d'arrivo (Top 10)
| Pos. | Corridora           | Squadra      | Tempo    |
| ---- | ------------------- | ------------ | -------- |
| 1    | Lotte Kopecky       | SD Worx      | 3h15'03" |
| 2    | Lorena Wiebes       | SD Worx      | a 28"    |
| 3    | Marta Bastianelli   | UAE ADQ      | a 29"    |
| 4    | Elisa Balsamo       | Trek         | s.t.     |
| 5    | Arlenis Sierra      | Movistar     | s.t.     |
| 6    | Lotta Henttala      | AG Insurance | s.t.     |
| 7    | Julie De Wilde      | Fenix        | s.t.     |
| 8    | Anna Henderson      | Jumbo        | s.t.     |
| 9    | Marta Lach          | Ceratizit    | s.t.     |
| 10   | Letizia Paternoster | Jayco        | s.t.     |